# 千松仮乗降場

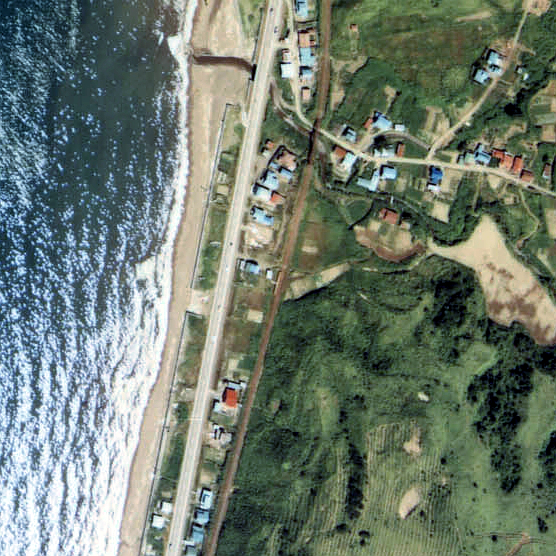
1977年の千松仮乗降場と周囲約500m範囲。上が羽幌方面。民家の裏庭のような場所の、谷筋の道からは利用し難い位置にあるが、国道と浜の堤防が整備される以前は、浜側に多くの民家があった。ホームの中央に階段があって、その手前に待合室が見える。

千松仮乗降場（せんまつかりじょうこうじょう）は、北海道（留萌管内）留萌郡小平町字鬼鹿千松にかつて設置されていた、日本国有鉄道（国鉄）羽幌線の仮乗降場（廃駅）である。羽幌線の廃線に伴い、1987年（昭和62年）3月30日に廃駅となった。

## 歴史
- 1963年（昭和38年）6月1日 - 日本国有鉄道羽幌線の千松仮乗降場（局設定）として開業[1]。
- 1987年（昭和62年）3月30日 - 羽幌線の全線廃止に伴い、営業を停止し、廃止される[1]。

### 仮乗降場名の由来
地名より。地名は1857年（安政4年）に同地で漁場経営をした青森県人赤坂千松の名に由来するとされる。

## 駅構造
廃止時点で、1面1線の単式ホームを有する地上駅であった。

## 駅跡
廃駅後約半年の1987年（昭和62年）9月時点では、施設の大部分が残っていたが、その後撤去された。2011年（平成23年）時点で、当仮乗降場跡附近の千松川には「千松川橋梁」の橋台、及び橋脚が残存している。2017年（平成29年）時点では、施設は何も残っておらず、荒れ地と化していた。

## 駅周辺
- 国道232号（天売国道/日本海オロロンライン）
- 千松川

## 隣の駅
日本国有鉄道
羽幌線
鬼鹿駅 - 千松仮乗降場 - 力昼駅